# Patu digua
Espèce
Patu digua est une espèce d'araignées aranéomorphes de la famille des Symphytognathidae.

## Distribution
Cette espèce est endémique du département de Valle del Cauca en Colombie,. Elle se rencontre vers Dagua.

## Habitat
Cette araignée habite la litière de la forêts.

## Description
Le mâle holotype mesure 0,37 mm et la femelle paratype 0,59 mm.
En 2011, elle est considérée comme la plus petite araignée au monde.

## Étymologie
Son nom d'espèce lui a été donné en référence au lieu de sa découverte, Río Digua.

## Publication originale
- Forster & Platnick, 1977 : A review of the spider family Symphytognathidae (Arachnida, Araneae). American Museum novitates, no 2619, p. 1-29  (texte intégral).